# Angelus Walz
Angelus Walz (O.P., nato Paul Walz; Basilea, 12 aprile 1893 – Roding, 1º aprile 1978) è stato un religioso e storico della Chiesa svizzero.

## Biografia
Angelus Walz nacque da Franz Joseph Walz e Anna Maria Agatha, nata Fernbach. Nel 1912 entrò nel noviziato a Venlo, nella pronvincia domenicana di Teutonia. Dopo la professione dei voti nel 1913 e l'ordinazione sacerdotale nel 1918, nel '21 completò gli studi di paleografia e archivistica presso la Scuola Vaticana di Paleografia, Diplomatica e Archivistica. Successivamente, conseguì il dottorato in teologia presso il Collegium Angelicum di Roma, presso il quale insegnò  storia della Chiesa per diversi decenni.
Nel 1922 fu nominato archivista dell'ordine e curatore degli Analecta S. Ordinis Praedicatorum. Quando fnel 1939 fu istituita la provincia di S. Alberto Magno nella Germania meridionale e in Austria, fu assegnato a tale circoscrizione eccleasiastica, mentre continuò a colaborare con l'Angelicum di Roma fino al 167/1968. A partire da quest'ultima data, fu assistente spirituale delle suore domenicane di Strahlfeld. 
Walz aveva due fratelli (Joseph Anton e Rudolf, quest'ultimo divenuto sacerdote della diocesi di Basilea) e una sorella, Anna Maria, che entrò nel convento domenicano di Ilanz col nome religioso di Josepha Dominika.

## Opere
- Cardinale Andreas Frühwirth (1845–1933). Ein Zeit- und Lebensbild. Wien 1950, OCLC 797291447.
- Dominikaner und Dominikanerinnen in Süddeutschland (1225–1966). Freising 1967, OCLC 492811221.
- Dominikanische Leitbilder. Meitingen 1971, ISBN 3-7838-0067-6.
- Der Aquiner in seiner Umwelt. Persönlichkeit und Leistung des hl. Thomas von Aquin. Meitingen 1975, ISBN 3-7838-0115-X.